# Baumann der Ältere
Baumann der Ältere (* im 18. Jahrhundert; † im 18. oder 19. Jahrhundert) war ein Theaterschauspieler.

## Leben
Über sein Leben ist nicht viel bekannt. Ludwig Eisenberg erwähnt ihn im Zusammenhang mit dem Schauspieler Friedrich Baumann (1763–1841). Ob es Vater und Sohn waren oder er auch „Friedrich“ mit Vornamen hieß, bleibt unklar. Fest steht, dass er seinerzeit fast ausschließlich am Leopoldstädter Theater als Komiker beschäftigt war.

## Zeitgenössische Rezeption
„Baumann der Ältere besaß das, was man mit Recht die trockene Komik heißt, und welche so unwiderstehlich hinreißt. Jener Komiker, dem man es abmerkt, daß er komisch sein wolle, aber der sich gar wohl Mühe gibt komisch zu sein, ist es nicht. Baumann der Ältere war immer voll Ernst, und eben dieser Ernst war es, der so außerordentlich wirkte. Kein Schauspieler hat, wie Baumann, Rede und Geberde so in Kontrast zu bringen verstanden. Darum war er auch am allervorzüglichsten in der Parodie. „Prinz Schnudi“ war bei seiner Darstellung ein personifiziertes komisches Heldengedicht. Er wußte eine Karikatur so fest, so scharf, ich möchte sagen, so unkarikiert zu zeichnen, daß sie ins Leben trat und als ein wirklicher Charakter dastand. Da war dann auch keine Kleinigkeit vergessen, welche zu diesem Ziele führen konnte, und Sprache, Körperhaltung, Kostüme, Gang, Geberden, alles war im Einklange. Wer den besoffenen Hausmiester in „Neusonntagskind“ von Baumann gesehen, wird zugestehen, daß dies eine der vollendetsten Darstellungen im niedrig-komischen Genre war.“